# Loxomma
Loxomma es un género extinto de tetrápodo perteneciente a la familia Baphetidae. Fue establecido por Huxley en 1862.

## Referencias

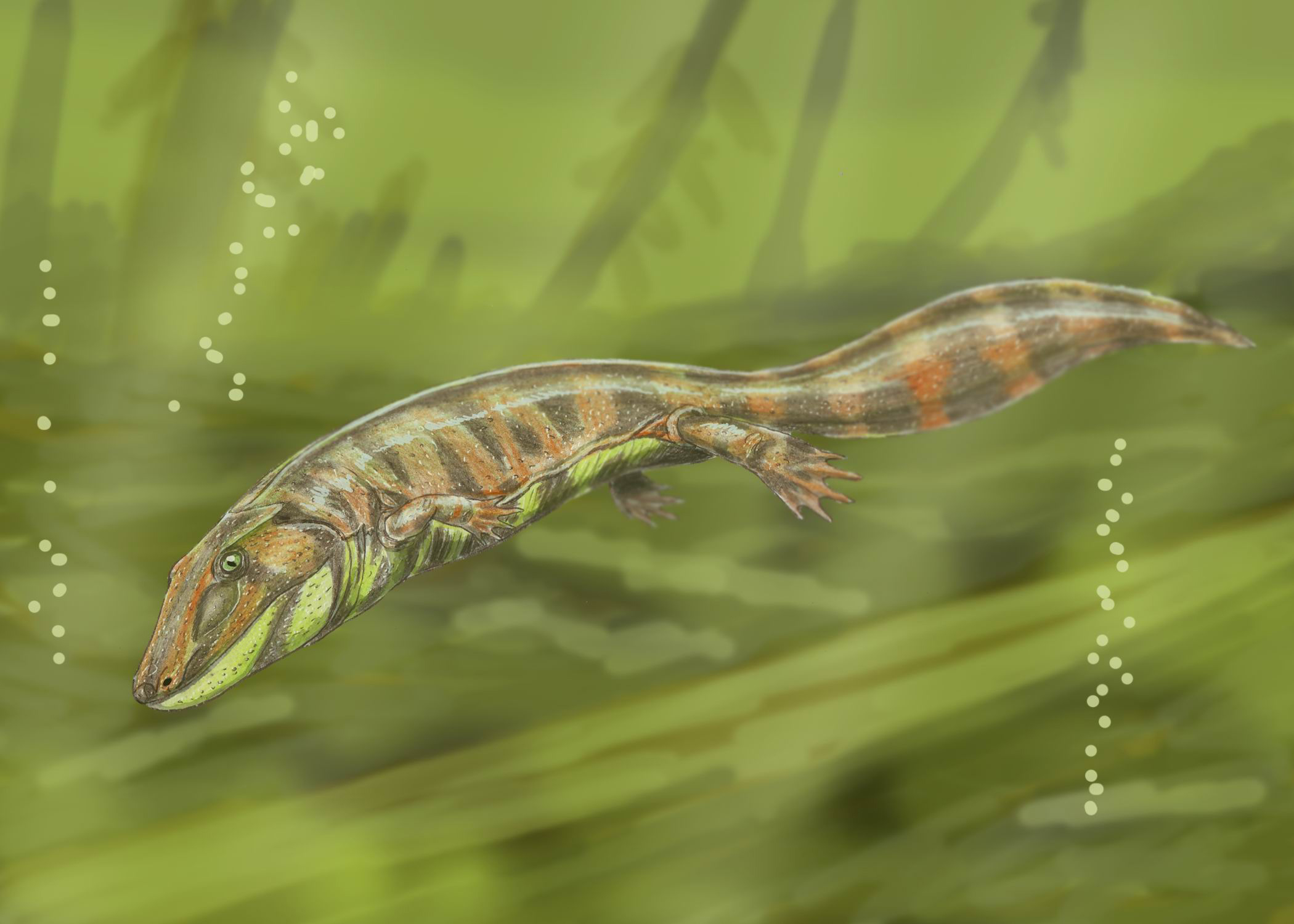
Recreación de Loxomma